# Caña de Azucar (Venezuela)
Pour les articles homonymes, voir Cana de Azucar et Cana.
Caña de Azucar est la capitale de la paroisse civile de Caña de Azucar de la municipalité de Mario Briceño Iragorry dans l'État d'Aragua au Venezuela. Intégrée à la ville d'El Limón capitale de la paroisse civile voisine de Mario Briceño Iragorry dont elle constitue les quartiers nord, elle fait partie de l'agglomération de Maracay.